# Кримські татари в США
Кри́мські тата́ри в США — частина громадян та мешканців США, які є кримськими татарами чи походять від них.  

## Історія
Еміграція кримських татар до США почалася наприкінці 1950-х років. Кілька сімей кримських татар переселилися в Брукліні, штат Нью-Йорк, і ще кілька сімей приєдналися до них на початку 1960-х років. У 1961 році вони заснували Американську асоціацію кримських турків, в основному як культурну організацію. Вони були корінними членами кримськотатарської діаспори, які все ще були тісно пов’язані з Кримом, оскільки майже у всіх з них залишилися сім’ї. У середині 1960-х років до першої групи приєдналася ще одна група кримських татар. Новими кримськими татарами були ті, хто емігрував з Криму до Туреччини в 1930-х роках, і їхня прив’язаність до Криму була не такою тісною, як перша група кримських татар. Тим не менш, обидві групи не мали труднощів співіснувати та ділитися спільною культурою. Нині загальна чисельність кримськотатарської діаспори в США становить близько семи тисяч осіб. Більшість з них проживають у районі Бруклін-Квінс у Нью-Йорку.
17 вересня 2023 року у місті Нью-Йорк відбулося урочисте відкриття будівлі Кримського товариства, побудованого для кримських татар, де розташовані мечеть і культурний центр. На урочистості був присутній заступник міністра закордонних справ Туреччини Ахмет Їлдиз, посол Туреччини у Вашингтоні Мурат Мерджан, генеральний консул Туреччини в Нью-Йорку Рейхан Озгюр, президент турків за кордоном і суміжних громад Абдулла Ерен, депутат Стамбула Зафер Сіракая та члени кримськотатарської діаспори.

## Громадські організації
Американська асоціація кримських турків була заснована 14 листопада 1961 року в Брукліні, Нью-Йорк.